# Distrito de Kaga
El distrito de Kaga (加賀郡 Kaga-gun?) es un distrito localizado en la prefectura de Okayama, Japón. En junio de 2019 tenía una población estimada de 10.981 habitantes y una densidad de población de 40,9 personas por km². Su área total es de 268,78 km².

## Localidades
- Kibichūō